# Enchente relâmpago

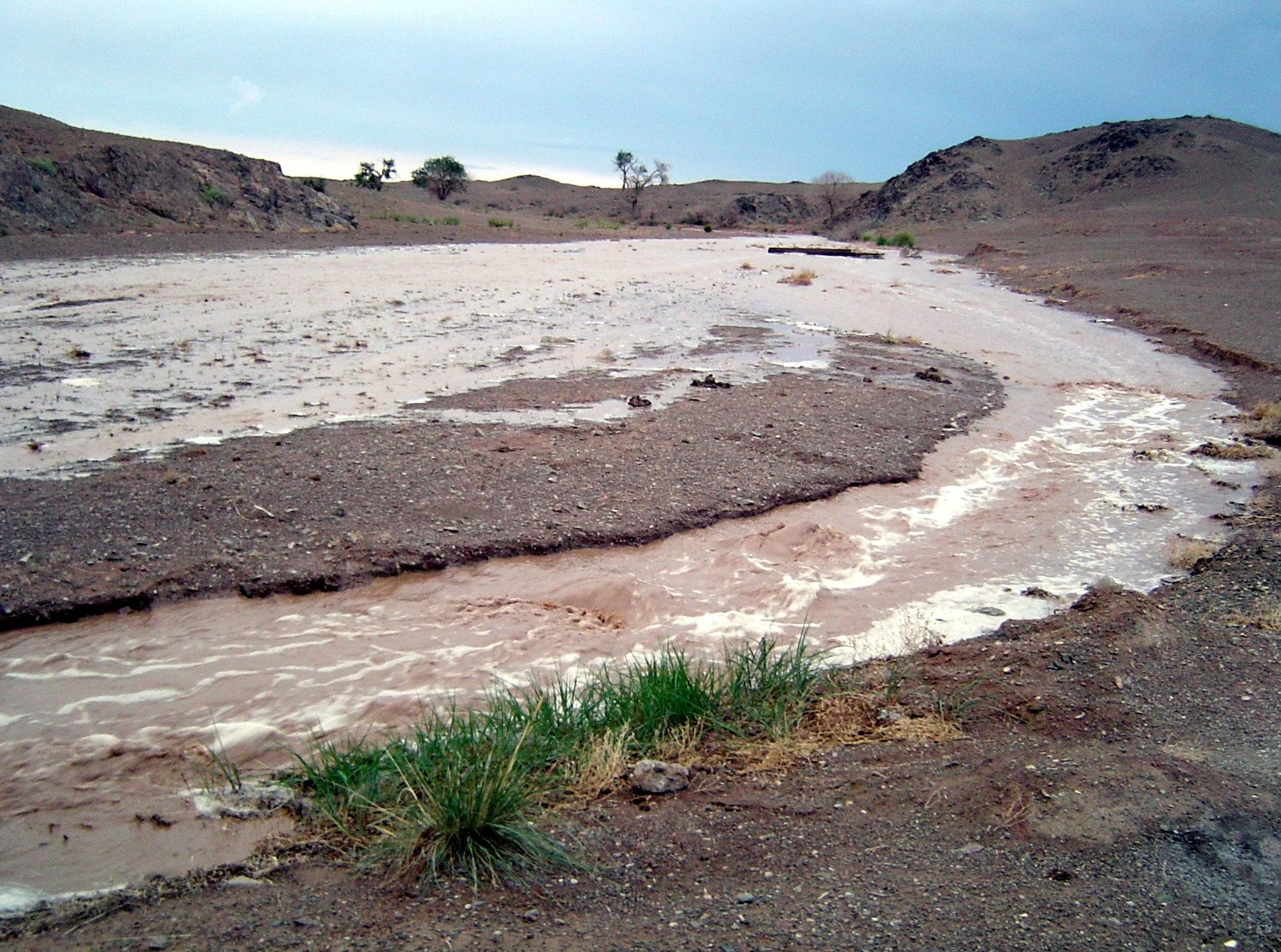
Enchente relâmpago no Deserto de Gobi, Mongólia

Uma enchente relâmpago (também chamada enchente iminente, premente ou repentina) é uma inundação rápida de áreas geomórficas baixas: de lavagens, rios, lagos secos e sobre planícies sedimentares e terrenos baixos de bacias. A escala de tempo de resposta da bacia deve ser pequena (tipicamente de 1 a 3 horas), em geral, encontrada em áreas tropicais caracterizadas por terrenos complexos com área de captação e acumulação em montanhas e morros próximos (3 a 100 km). 
Ela pode ser causada pela chuva forte ou por um período de chuva moderada nos últimos dias, que leva o solo a condições próximas à saturação, seguida por uma chuva pontual, que desencadeia o escoamento superficial rápido. Em geral estas condições de precipitação podem ocorrer em decorrência de agrupamentos de tempestade (i.e., de caráter local), furacão (fenômeno de mesoescala), tempestade tropical, por degelo no final do inverno e primavera nos países de clima temperado, ou rápido degelo da neve acumulada em encostas de morros e montanhas. 
Cinzas sobre a superfície após incêndios florestais também são favoráveis ao escoamento superficial (runoff) rápido que pode ocasionar enchentes iminentes). As enchentes rápidas também podem ocorrer com o colapso de barragem e dique em fazendas em planícies (regionalmente) inundáveis (como o extenso vale do Rio São Francisco nos EUA) e de cidades com auto grau de impermeabilização da superfície como a Metrópole de São Paulo-SP, Brasil (i.e., em referências às condições da cidade no início do século XXI). Além disso, enchentes prementes podem ocorrer por colapso de barreiras e barragem naturais formados por acúmulo de gelo durante os dias de inverno congelantes no estreito de um rio, localizado em países de alta latitude, clima frio ou ainda temperado. 
As enchentes relâmpago se distinguem das cheias regulares e das regionais pela escala de tempo de concentração da água na calha do rio, de menos de seis horas desde o início da precipitação nas áreas de captação, em geral nos  morros e montes a montante.